# شوتوک‌لو
شوتوک‌لو (به ترکی آذربایجانی: Şötüklü) یک منطقه مسکونی در جمهوری آذربایجان است که در شهرستان جلیل‌آباد واقع شده است. شوتوک‌لو ۳۵۰ نفر جمعیت دارد.